# Jeff Riggenbach
Jeff Riggenbach (12 de enero de 1947-24 de enero de 2021) fue un periodista, escritor, editor, profesor, productor, presentador, reportero, crítico de libros y feminista individualista estadounidense.
Fue uno de los pioneros libertarios de la década de 1970. Miembro de la Organización de Historiadores Americanos, narró 125 audiolibros y trabajó por más de 30 años en la radio de San Francisco. Durante su faceta como periodista y narrador ganó un Golden Mike Award a la excelencia periodística y un AudioFile Earphones Award otorgado por la revista AudioFile.

## Biografía
Graduado en Regent's University London, obtuvo una maestría en la Universidad Estatal de California, Dominguez Hills. Fue un personaje polifuncional, trabajó como editor y periodista en diversos diarios como The New York Times, USA Today, Los Angeles Times y San Francisco Chronicle, también en las revistas Reason, Inquiry, New Libertarian, Liberty y Libertarian Review, y sitios web como Antiwar.com, RationalReview.com y LewRockwell.com. Además fue miembro de la Organización de Historiadores Americanos, profesor emérito de la Universidad de Pittsburgh, miembro del Instituto para la Economía Austriaca Ludwig von Mises y el Instituto Randolph Bourne, redactó numerosos artículos y ensayos sobre la Segunda Guerra Mundial y la Guerra Fría y fue presentador de noticias en Los Ángeles, San Francisco y Houston.
Jeff Riggenbach escribió varios libros. El primer libro, In Praise of Decadence (1998), sostiene que los baby boomers resultaron ser más libertarios en su filosofía personal de lo que podía esperar. Su segundo libro, Why American History Is Not What They Say: An Introduction to Revisionism (2009), argumenta que los eventos políticos y tendencias a finales del siglo XX en Estados Unidos han llevado a un renacimiento del interés popular en el revisionismo histórico de los relatos de la historia americana. En su estudio de los revisionistas estadounidenses, Riggenbach identifica tres fases distintas del revisionismo americano.

## Obras
- Berkeley's Radical Slumlords, Reason, (Oct. 1986): 22–29. (1986) (en inglés)
- In Praise of Decadence (Amherst, NY: Prometheus Books, 1998 -  213 p), ISBN 1-57392-246-3, ISBN 9781573922463 (en inglés)
- Why American History Is Not What They Say: An Introduction to Revisionism (Ludwig von Mises Institute, 2009) ISBN 1479295043, ISBN 9781479295043 (en inglés)
- The Libertarian Tradition (Volume 1). CreateSpace Independent Publishing Platform, 24 de mayo de 2017 - 558 p. ISBN 1546679561, ISBN 9781546679561 (en inglés)
- The Libertarian Tradition (Volume 2). CreateSpace Independent Publishing Platform, 24 de mayo de 2017 - 458 p. ISBN 1546679774, ISBN 9781546679776 (en inglés)
- Persuaded by Reason: Joan Kennedy Taylor and the Rebirth of American Individualism. Cook & Taylor, 2014 - 518 p. ISBN 0991417119, ISBN 9780991417117 (en inglés)